# 联合国安全理事会第1756号决议
《联合国安理会1756号决议》是联合国安全理事会于2007年5月15日在第5674次会议上一致通过的一项决议。该决议决定将组织联合国刚果民主共和国特派团的任务期限延长至2007年12月31日，并授权在此日之前继续部署至多17030名军事人员、760名军事观察员、391名警察培训员和750名建制警察单位人员。
联刚特派团需要履行以下职责：
1. 保护平民、人道主义人员及联合国人员和设施
2. 保护刚果民主共和国的领土安全
3. 解除外国及刚果武装团体武装，并复员
4. 安全部门改革
5. 与刚果当局、联合国国家工作队和捐助者密切合作，支助加强刚果民主共和国民主体制和法治的工作

该决议还：
- 恳请刚果当局尊重宪法，允许各反对党发挥作用，确保它们切实参与国家政治的辩论，并鼓励所有各方致力于政治进程及民族和解；
- 敦促刚果政府将国家管辖权有效地扩展至刚果全境，对自然资源的开采和出口实行管制，提高所得收入管理的透明度；
- 要求刚果政府紧急制定国家安全战略，建立管理完善、保护平民、根据宪法行事及尊重法治、人权和国际人道主义法的专业安全组织；
- 吁请捐助方继续坚决致力于为刚果武装部队和国家警察的整编、培训和装备以及司法改革提供所需的紧急援助；
- 要求刚果东部的民兵和武装团体放下武器，不再拖延地、不设先决条件地自愿参与复员方案，同时急切要求刚果政府与联刚特派团密切协调，优先制定复员计划，推动该区域的民族和解、复原与发展，确保该国东部的安全；
- 吁请刚果当局终止有罪不罚局面，将严重侵犯人权和严重违反国际人道主义法的行为人绳之以法，并在甄选候选人担任公职时，考虑到候选人过去在尊重国际人道主义法和人权方面的行为；
- 重申所有各方都有义务全面遵守国际人道主义法的相关规则和原则，要求所有有关各方立即允许人道主义人员不受阻碍地全面接触所有需要援助的人；
- 鼓励刚果当局在国际伙伴的支助下，继续作出努力，以透明方式切实全面控制国家财政，使那些挪用公款或贪污腐败的人不能再逍遥法外；
- 敦促包括刚果在内的该区域国家，采取适当的步骤，遏止自然资源的违禁贸易，包括必要时采取法律手段，并视需要向安理会汇报，吁请国际金融机构协助刚果民主共和国政府对自然资源的开采建立有效、透明的管制；
- 要求所有各方充分配合联刚特派团的行动，确保联合国和有关人员在刚果的安全，允许他们在执行任务时畅行无阻，尤其要求所有各方给予军事观察员全面准入，并请联合国秘书长毫不拖延地报告任何不遵照这些要求的情况；
- 鼓励国际社会继续支持刚果民主共和国的巩固和平进程；
- 敦促该区域各国政府，特别是布隆迪、刚果民主共和国、卢旺达和乌干达四国政府，通过执行《大湖区安全、稳定和发展公约》，以建设性方式解决它们共同的安全和边界问题，吁请各签署方尽早批准该公约，并采取必要措施迅速付诸执行；
- 欣见联刚特派团采取政策，促进和保护妇女权利，将第1325（2000）号决议所述的性别观点视为贯穿各领域的问题全盘考虑，随时向安理会通报情况；
- 请秘书长通过其特别代表，协调联合国系统在刚果民主共和国境内的所有活动；
- 请秘书长确保其特别代表、布隆迪问题执行代表和苏丹问题特别代表根据各自的任务规定，协调联刚特派团、联合国布隆迪综合办事处（联布综合办）和联合国苏丹特派团（联苏特派团）的活动，特别是分享军事信息；汇集其后勤及行政资源；酌情协调解除武装、复员、遣返、重返社会和重新安置国家方案的执行工作；
- 严重关切对联刚特派团文职和军事人员从事性剥削和性暴力的指控，请秘书长继续彻底调查这些指控，随时向安理会通报情况，敦促部队派遣国采取适当惩戒行动和其他行动，确保在发生这类不端行为时，全面追究本国涉案人员的责任；
- 请秘书长定期向安理会通报刚果民主共和国局势的发展，并在2007年11月15日前向安理会提交报告，列出逐步缩编联刚特派团的基准和指示性时间表；